# Chile i olympiska vinterspelen 2002
Chile deltog i olympiska vinterspelen 2002. Chiles trupp bestod av sex idrottare var av endast två var kvinnor. Den äldsta idrottaren i Chiles trupp var Carlos Varas (31 år, 153 dagar) och den yngsta var Maui Gayme (18 år, 104 dagar).

## Resultat

### Alpin skidåkning
- Störtlopp herrar
  - Maui Gayme - 48
  - Mikael Gayme - 50
- Super-G herrar
  - Duncan Grob - 31
  - Mikael Gayme - ?
  - Maui Gayme - ?
- Storslalom herrar
  - Maui Gayme - 49
- Super-G damer
  - Anita Irarrazábal - ?

### Skidskytte
- 10 km sprint herrar
  - Carlos Varas - 86
- 20 km herrar
  - Carlos Varas - 86
- 7,5 km sprint damer
  - Claudia Barrenechea - 74
- 15 km damer
  - Claudia Barrenechea - 67